# Hermippe de Smyrne
Pour les articles homonymes, voir Hermippe.
Hermippe de Smyrne est un auteur grec de la fin du IIIe siècle av. J.-C.

## Biographie
Disciple de Callimaque de Cyrène (directeur de la bibliothèque d'Alexandrie jusqu’en 240 av. J.-C.), Hermippe de Smyrne utilise les nombreux ouvrages à sa disposition dans la bibliothèque pour écrire une œuvre dont on sait qu'elle fut prolifique[réf. souhaitée] bien qu'il n'en reste presque rien aujourd'hui.
Biographe, il relate la vie d'un grand nombre d'intellectuels de son époque : philosophes, physiciens, historiens, mathématiciens, astronomes, etc.
De ses écrits, nous ne connaissons que des fragments, majoritairement rapportés par Diogène Laërce, mais aussi par Plutarque, Flavius Josèphe et Hiéronymos de Cardia. Ils ont permis de reconstituer une partie de sa bibliographie. 

## Liste de ses ouvrages
À partir de Diogène Laërce :
- Anacharsis
- Antisthène
- Arcésilas
- Aristote
- Chilon
- Chrysippe
- Démocrite
- Empédocle
- Épicure
- Euclide
- Eudoxe
- Héraclide
- Héraclite
- Ménédème
- Phérécyde
- Philolaos
- Platon
- Pythagore
- Socrate
- Stilpon
- Théophraste
- Zénon d'Élée

Cette liste est alphabétique, mais on peut penser qu'il a organisé son œuvre selon un schéma classique dans l'Antiquité, à savoir : 
1. Selon les écoles (pythagoricienne, platonicienne, aristotélicienne, milésienne etc.)
2. Avec un recueil consacré aux Sept sages (Stilpon, Chilon, Thalès, Pythagore, Empédocle, Phérécyde, Anacharsis).

Mais Hermippe a dû aussi écrire un ensemble de vies des hommes politiques ou des orateurs, auxquelles on peut rattacher les œuvres suivantes : 
- Lycurgue d'Athènes, cité par Plutarque
- Lycurgue (législateur), cité par Plutarque dans Vie de Lycurgue (V.7)
- Démétrios de Phalère, cité par Diogène Laërce

### Sources
- Diogène Laërce, Vies, doctrines et sentences des philosophes illustres [détail des éditions] (lire en ligne) (vers 200).
- Plutarque, Vie de Lycurgue.
- Flavius Josèphe, Contre Apion.

### Fragments
- F. Wehrli, Die Schule des Aristoteles, supplément I : Hermippos der Kallimacheer, Bâle et Stuttgart, 2e éd. 1974.
- Hermippos of Smyrna, Edition critique et traduction anglaise par J. Bollansée, Leiden, Brill, 1999.
- Jan Bollansée, Hermippos of Smyrna and His Biographical Writings. A Reappraisal, Leuven, Peeters, 1999.